# Jean Cornec
Pour les articles homonymes, voir Cornec.
Jean Cornec, né le 7 mai 1919 à Logonna-Daoulas (Finistère) et mort le 16 décembre 2003, est un avocat français, membre de La Révolution prolétarienne, revue fondée par Pierre Monatte, et président de la Fédération des conseils de parents d'élèves (FCPE) de 1956 à 1980, alors considérée comme étant la Fédération Cornec.

## Biographie
Il est le fils de Josette et Jean Cornec, instituteurs syndicalistes (également proches de la Révolution prolétarienne) qui militèrent dans la fédération unitaire de l'enseignement de la CGTU puis au sein du Syndicat national des instituteurs (SNI).
Jean Cornec est avocat de profession depuis 1946, spécialisé dans les affaires criminelles. En mai 1955, un de ses clients demande à le rencontrer d'urgence. Mais avant de pouvoir le faire, il est assassiné dans la forêt de Rambouillet. Pendant deux ans et demi, Jean Cornec défend sa veuve, dans l'Affaire du double meurtre de Montfort l'Amaury, très médiatisée. Il obtient la condamnation du seul inculpé à douze ans de travaux forcés.
Il joue ensuite un rôle essentiel dans le développement et l'animation de la FCPE, mais aussi dans l'activité du Comité national d'action laïque (CNAL).
Il est l'un des organisateurs, en 1959, d'une pétition contre la loi Debré sur les rapports entre les établissements d’enseignement privé et l’État qui obtient peu à peu un succès historique. 
En tout, le texte réuni plus de 11 millions de signatures. Dans la foulée de pétition, une manifestation de près de 400000 personnes à Vincennes le 19 juin décida de poursuivre l'action. Les manifestants firent le serment de lutter jusqu’à l’abrogation de la Loi Debré. 
Avocat du SNI, auquel l'attachaient des liens à la fois familiaux et militants, il fut un ardent défenseur de la présomption d'innocence dans les affaires touchant aux risques du métier dont témoigne la publication des Risques du métier en 1967 (dont André Cayatte tirera un célèbre film avec Brel) et de Au préjudice du doute quelque vingt ans plus tard.

## Œuvres
- Les Risques du métier, (avec Simone Cornec), Société universitaire d'éditions et de librairie, Paris, 1962.

Adapté au cinéma en 1967 : Les Risques du métier, par André Cayatte, avec une interprétation de Jacques Brel.
- Laïcité, illustrations de Jean Effel, Société universitaire d'éditions et de librairie (SUDEL), Paris, 1965, 529 pages.
- La Fédération des conseils de parents d'élèves : Pour l'enfant, vers l'homme, Épi (coll. "Carte blanche"), Paris, 1972.
- À quoi ça tient ! : Quarante histoires sur la justice, Robert Laffont, Paris, 1977.
- L'Heure laïque (coauteur avec Michel Bouchareissas), éd. Clancier-Guénaud, Paris, 1982, 341 pages  (ISBN 2-8621-5030-4 et 978-2-8621-5030-7)
- Au préjudice du doute, diffusion Presses du Massif central, SUDEL, 1986.